# Acide ginkgolique
 (janvier 2022).
Si vous disposez d'ouvrages ou d'articles de référence ou si vous connaissez des sites web de qualité traitant du thème abordé ici, merci de compléter l'article en donnant les références utiles à sa vérifiabilité et en les liant à la section « Notes et références ».
Les acides ginkgoliques sont des acides carboxyliques aromatiques trouvés dans la partie externe pulpeuse de l’ovule du Ginkgo biloba. Ces substances causent des dermatites par allergie de contact.